# Hermes (loď)
Loď Hermes je od 1. února 2007 zakotvena na levém břehu Vltavy v Praze pod Letnou, u nábřeží Kapitána Jaroše těsně východně od Štefánikova mostu, a slouží bezdomovcům jako takzvaný bostel, sociální zázemí a místo pro přespání, osobní hygieny a základního sociálního poradenství. 

## Historie nouzového ubytování bezdomovců v Praze

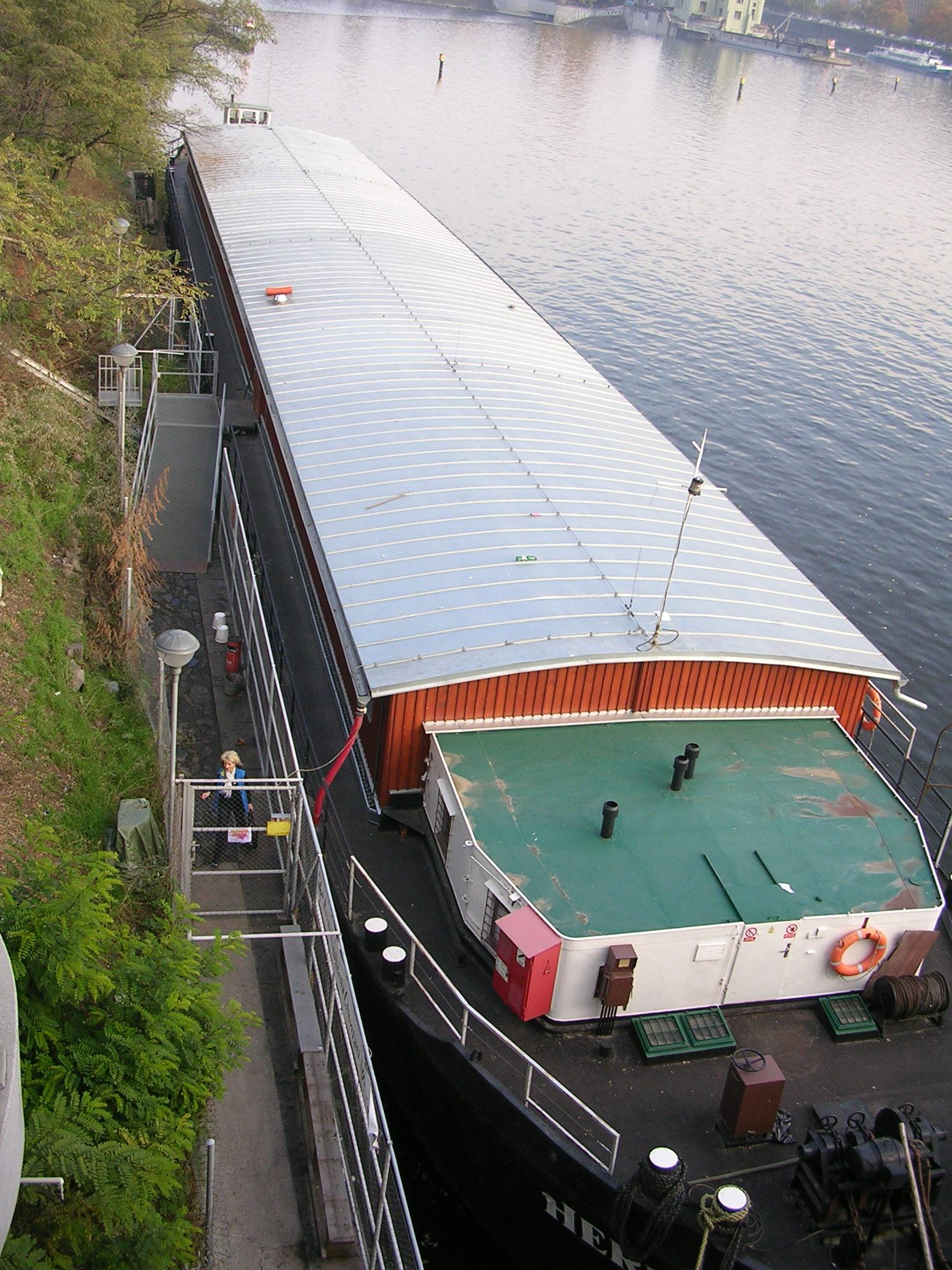
Přístupový chodník

Loď nahradila centrum Naděje v Bolzanově ulici nedaleko hlavního nádraží, které bylo nedlouho předtím zrušeno, žádná městská část však nechtěla mít na svém území podobné zařízení. V mrazivé zimě 2006 bylo pro bezdomovce v provozu armádní stanové městečko na Letenské pláni. Za nápadem na zřízení lodi stáli Michal Kopecký a Pavel Polák, přípravy započaly v říjnu 2006.
Radní Jiří Janeček na dotaz redaktora televize Nova sdělil, že výstavba i provoz kamenné ubytovny pro 250 lidí by byly neúměrně dražší a po zrušení jiných azylových ubytoven byla loď z časového pohledu jediným řešením. Loď je umístěna v blízkosti centra, avšak v lokalitě bez obytných domů.
Přinejmenším ve střední Evropě jde o ojedinělý projekt, avšak v Americe a Austrálii je podobný způsob ubytování bezdomovců běžnější.

## Historie lodi
Plavidlo, vyrobené roku 1962, bylo původně vlečným nákladním člunem, který provozovala Československá plavba labská na trase Ústí nad Labem – Hamburk. Člun koupila První Všeobecná Člunovací Společnost s. r. o., která jej původně chtěla přestavět na bostel (plovoucí hostel) pro turisty. V listopadu 2006 přestavbu zahájila. Teprve poté se První Všeobecná Člunovací Společnost přihlásila do výběrového řízení vyhlášeného magistrátem na dodání lodi pro bezdomovce a uspěla v něm. Majitel této společnosti Zdeněk Bergman vypracoval návrh přestavby. Přestavbu zvládlo 111 lidí za 3 měsíce a v dobré kvalitě. Město koupilo loď asi za 23 milionů Kč. 15 milionů Kč přispělo městu Ministerstvo práce a sociálních věcí.
Náklady na provoz byly odhadovány na 8 až 10 milionů Kč ročně. Od 1. února provozovalo loď charitativní středisko Naděje, uvažovalo se o výběrovém řízení na provozovatele, avšak v srpnu 2007 město loď převedlo do správy příspěvkové organizace Centrum sociálních služeb Praha. Loď je pojmenovaná po Hermovi, řeckém poslu bohů, ochránci cest, poutníků, mágů, zlodějíčků, bohu obchodu, lsti a podvodu.

## Popis
Loď má délku 75 metrů a šířku 9 metrů, je dvoupatrová.
Obytnou část lodi tvoří konstrukce ze dřeva, dřevěných stavebních desek a izolační vlny. Vnitřní dřevěné stěny mají protipožární nátěr, na lodi je instalován protipožární signalizační systém.
Má ubytovací kapacitu 180 lůžek. Je rozdělena do 4 sektorů, A, B, C, D. Kajut je 28 a jsou po 4-5 lůžkách. Na lodi je jídelna pro 50 osob, záchody a sprchy.

## Provoz
Od 1. února do 20. března 2007 bylo na lodi poskytnuto 6616 noclehů – v březnu se ustálil na 158 denně, přičemž maximálního počtu, 171, dosáhl po náhlém ochlazení 20. března. Ženy tvořily v průměru asi 15 % přespávajících. Za stejné období byl nocleh odepřen 102 zájemcům (asi 2 % z celkového počtu zájemců) pro nesplnění podmínek – opilost, agresivitu atd. Za přespání platí bezdomovci 20 Kč. Nalodění končilo původně ve 22 hodin, později byl příjem klientů od 19:30 do 20:30 hodin, budíček je v půl šesté ráno a do půl sedmé musí klienti loď opustit.
Od 15. srpna do 15. září 2008 loď z důvodu opravy nebyla v provozu a jejím uživatelům bylo na tu dobu zajištěno náhradní ubytování.